# Bettlach (Alto Reno)
Bettlach é uma comuna francesa na região administrativa de Grande Leste, no departamento Alto Reno. Estende-se por uma área de 4,12 km². Em 2010 a comuna tinha 329 habitantes (densidade: 79,9 hab./km²).